# Thác Voi (Bù Đăng)
Thác Voi là thác trên dòng suối Đa Mlo tại vùng đất Thôn 8 xã Đồng Nai huyện Bù Đăng tỉnh Bình Phước, Việt Nam. Thác nằm trong quần thể danh thắng Trảng cỏ Bù Lạch, thác rộng 13m, cao 14m, dốc 90 độ.
Tên thác theo tiếng Xtiêng là thác Nokrop. Thác ở cách trung tâm hành chính xã Đồng Nai cỡ 8 km hướng đông bắc. Thác có chiều cao 15m, trong không rian rừng nguyên sơ.
Đường đến thác đi theo quốc lộ 14 đến thị trấn Đức Phong 11°48′47″B 107°14′32″Đ / 11,813003°B 107,242339°Đ huyện lỵ Bù Đăng.
Từ đó đi tiếp hướng đông bắc đến ngã ba Vườn Chuối 11°50′20″B 107°16′40″Đ / 11,838814°B 107,277707°Đ thì rẽ hướng đông, theo đường liên xã đến Thôn 6 rồi đến Thôn 8. Đi từ TP. HCM vào thác mất khoảng 4 giờ đồng hồ.

## Suối Đa Mlo
Suối Đa Mlo là một suối nhỏ chảy ở huyện Bù Đăng tỉnh Bình Phước trong Hệ thống sông Đồng Nai .
Suối khởi nguồn từ vùng đất đông nam xã Thọ Sơn, chảy về hướng tây nam.
Đến xã xã Đồng Nai thì hợp lưu với Suối Đa Dâng (nhỏ) rồi đổ vào sông Đồng Nai.11°45′59″B 107°21′50″Đ / 11,766287°B 107,363883°Đ
Trên Suối Đa Mlo đã xây dựng thủy điện Đa Mlo công suất lắp máy 4 MW, khởi công tháng 3/2017, dự kiến hoàn thành tháng 9/2018